# Spyderco
Spyderco es una compañía de cuchillería basada en  Golden, Colorado, Estados Unidos, que produce cuchillos y afiladores para los mismos. Spyderco es pionero en muchas de las cualidades que hoy en día son comunes en las navajas incluyendo el clip de bolsillo, los bordes dentados y los agujeros de apertura.  Spyderco ha colaborado con 30 diseñadores de cuchillos, atletas e instructores de defensa personal para sus diseños y ha innovado en la utilización de 20 tipos de materiales para las hojas de sus cuchillos.

## Historia

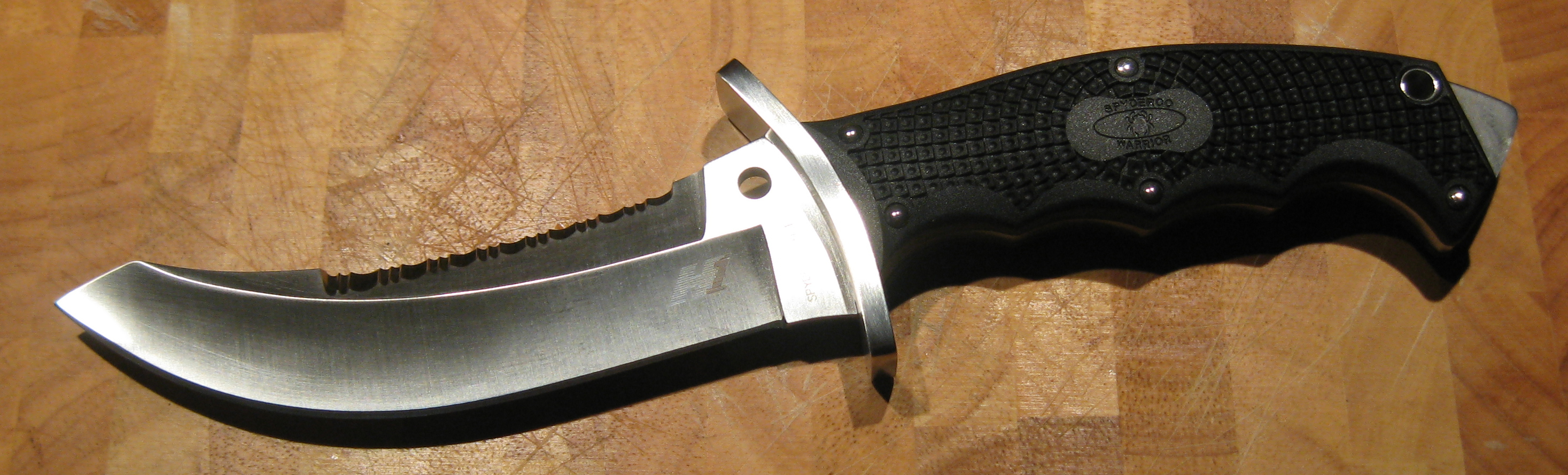
Spyderco Warrior knife

Spyderco fue fundado por Sal Glesser. El primer producto manufacturado por Spyderco fue el Portable Hand en 1976. Este "artefacto en forma de araña", que le dio a la compañía su nombre, era una serie de ángulos, rótulas y clips cocodrilo que ayudan a los joyeros a trabajar con partes pequeñas. El fundador de Spyderco, Sal Glesser, y su esposa Gail convirtieron un viejo camión de reparto de pan en una casa móvil y viajaban a shows. Conforme tuvieron más éxito, cambiaron ese camión por una camioneta y un tráiler. Finalmente se asentaron en Golden en noviembre de 1978. Spyderco comenzó a producir afiladores de cuchillos en ese mismo año e introdujeron su primera navaja, la C01 Worker en 1981. Esta navaja es la primera que tiene un agujero de apertura diseñado para abrirla de manera rápida, utilizando únicamente una mano y que permite una apertura ambidextra, el cual ahora es a característica distintiva de la compañía. Así mismo, la compañía dice que esa navaja es la primera en poseer un clip para el bolsillo en el lado derecho del mango.

## Productos

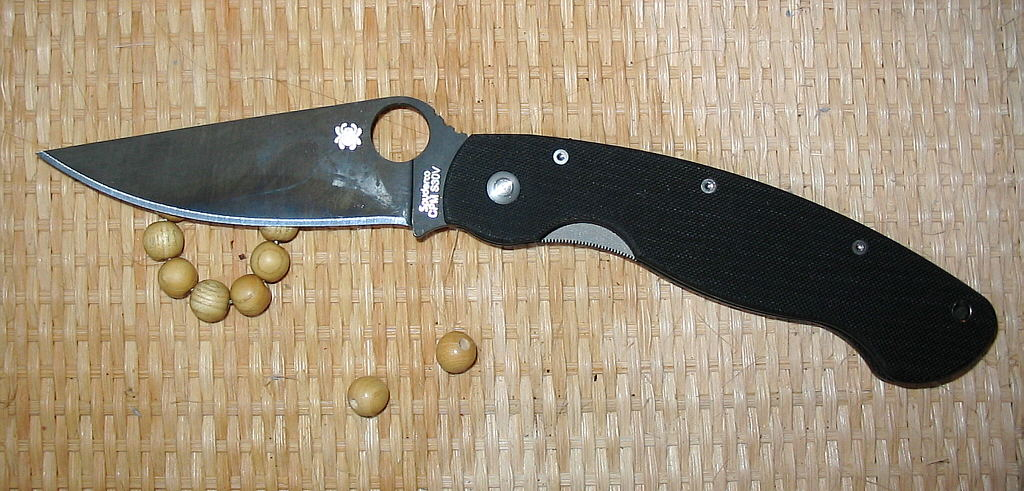
Spyderco Military

La mayoría de los cuchillos fabricados por Spyderco son navajas de varios diseños, filos, materiales de mangos y mecanismos de seguro de cerrado (incluyendo dos seguros de propiedad patentados ); sin embargo, también se han dedicado a la fabricación de cuchillos de varios usos.
Los cuchillos y navajas de Spyderco están hechas con un filo recto, parcialmente dentado o totalmente dentado ó “Spyder Edge”. Su material más común para los mangos es FRN (Nylon reforzado con fibra de vidrio) y G10, aunque hacen también cuchillos y navajas con mangos de acero así como ediciones limitadas con mangos de varios otros materiales.
Gran parte de la producción de cuchillos de Spyderco es fabricada por contratistas extranjeros, en países tales como Japón, Taiwán, Italia, y China.  Los cuchillos fabricados con acero CPM S30V han sido previamente hechos en Golden, Colorado, USA, sin embargo, Spydero recientemente ha comenzado a embarcar CPM-S30V a Taiwán para tener ahí cuchillos producidos utilizando este material.
Los cuchillos Spyderco son respetados por su simplicidad, fiabilidad, buena ergonomía y estéticas funcionales. Son populares dentro de muchos mercados, incluyendo agentes del orden público, bomberos y rescatistas, y civiles.
Debido a sus grandes influencias dentro del diseño de cuchillos de este estilo (más notablemente notably el clip de bolsillo, y agujeros de apertura y cerrado) y muchas colaboraciones con productores de navajas personalizadas, el presidente de Spyderco, Sal Glesser, fue inducido a la Blade Magazine Cutlery Hall of Fame at the 2000 Blade Show in Atlanta, Georgia.
Algunos de los modelos incluyen
- Spyderco Delica 4[14]
- Spyderco Endura 4
- Spyderco Tenacious G-10
- Spyderco Resilience G-10
- Spyderco Ambitious G-10

## Blade Steels

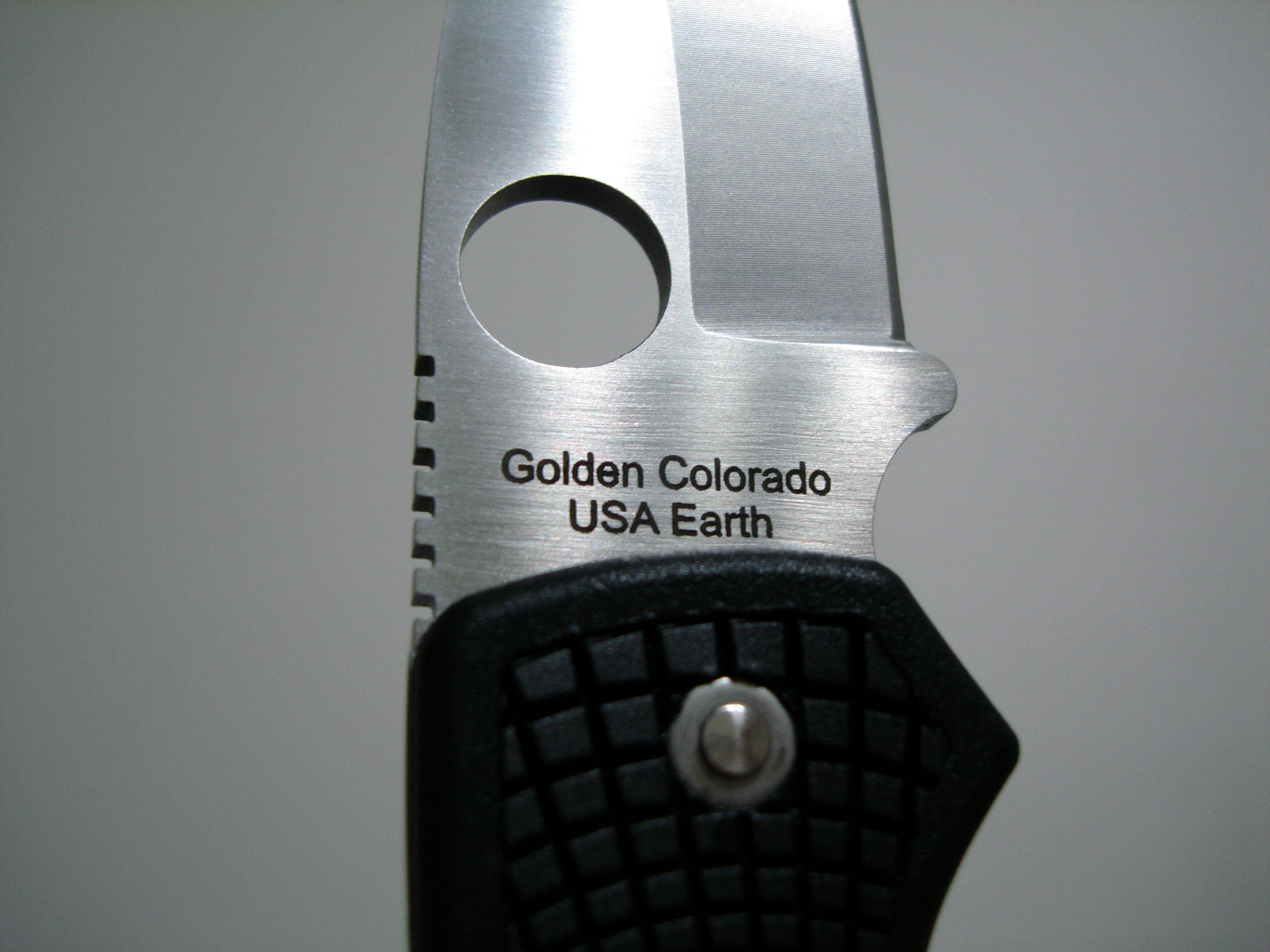
Spyderco Native

Spyderco ha experimentado con nuevos aceros para las hojas durante los años que ha existido.  En 1994, Spyderco fue la primera compañía en usar pulvimetalurgia en un cuchillo de producción (en la forma de S60V de la compañía Crucible Acero grado herramienta), y la primera navaja en utilizar acero H-1.
Los aceros utilizados por Spyderco incluyen:
52100, una bola de rodamiento de acero usado en la primera producción del proyecto “Mule”.
154CM Acero estadounidense para cuchillería de calidad premium.
8Cr13MoV, Acero Chino templado a una dureza dentro del rango de RC56 a RC58 usado en las navajas Tenacious, Persistence, Ambitious, Resilience, Grasshopper, Kiwi3 y la línea de navajas Byrd. Muchas veces es comparada con AUS-8, pero con un mayor contenido de carbón.
9Cr18Mo un acero de origen chino de mayor nivel utilizado mayoritariamente en tijeras de barbero y herramientas quirúrgicas.
440C, una variedad de acero inoxidable reconocida por su resistencia a la corrosión y facilidad de afilar.
Aogami Super,(青紙スーパー) acero exótico, de alto grado y origen Japonés creada por Hitachi. El término “Blue” se refiere no al color del acero mismo, sino al color del papel en el que el acero viene envuelto.
ATS-55, se comporta de manera similar al acero inoxidable ATS-34 con un menor contenido de molibdeno, usada solamente por Spyderco para hojas de cuchillos y navajas al principio de los 2000’s.
AUS-6, calidad similar al 440a, usada como opción en los modelos de bajo presupuesto de Spyderco.
AUS-8, un acero de origen japonés frecuentemente usada. Reconocida por su facilidad de tomar un filo muy fino debido a la inclusión de vanadio.  Se afila con facilidad y tiene la capacidad de mantener ese filo por un tiempo moderado y buena resistencia a la corrosión.
AUS-10, acero inoxidable japonés hecho por Aichi con el mismo contenido de carbón que el 440C pero con menor contenido de Cromo.
BG-42, acero inoxidable de alto rendimiento formulado para los rodamientos de bola, similar al ATS-34 (misma composición, pero con mayor contenido de Vanadio), que tiene propiedades similares.
CTS-XHP, hecha por Carpenter Technology. A menudo se le conoce como una versión inoxidable de D2, que tiene propiedades similares.
CTS-20CP, La versión de S90V de Carpenter Technology con una reducción menor al contenido de Cromo. Tiene excelente resistencia al uso y mantiene el fino por un tiempo largo, endurecida a 60 RC.
CTS-BD1, La versión de Carpenter del acero Gin-1 con química mejorada. Fue utilizada originalmente en el cuchillo del “Mule Team”.
D2, acero para herramientas de alto rendimiento con 1% menos cromo que lo requerido para calificar como acero inoxidable. Spyderco utiliza la versión de D2 de Crucible, que es metalurgia de partículas ("pulvimetalurgia") CPM-D2 puede ser encontrada en una versión limitada del modelo Military.
G2, también conocido como GIN-1. (銀紙１号) Hecha por Hitachi es un acero inoxidable de bajo costo comparable con, pero ligeramente más suave que AUS-8. Generalmente endurecida entre los medios y altos RC 50’s.
H-1 es ideal para aplicaciones marinas porque sustituye con nitrógeno el carbón y por ellos es completamente exenta de óxido en cualquier ambiente normal como exposición al agua salada, pero que puede oxidarse si es expuesto a calor extremo y un ataque químico. Es muy similar al AUS-6 en cuanto a su dureza. Es un acero que endurece por precipitación, lo cual es un tipo de   tratamiento térmico donde la dureza y microestructura se forman por un sumergido extendido.
MBS-26: Acero [inoxidable] Japonés, de grano muy fino con alta resistencia a la corrosión usada en Catcherman y en la mayoría de los cuchillos de cocina de Spyderco.
N690CO, acero inoxidable Austriaco endurecido en los altos RC50’s. Actualmente se encuentra en el Squeak y previamente en los modelos de Spyderco manufacturados por Fox Cutlery.
CPM-M4 [también AISI M4] - Usualmente endurecida a RC de 62-65, usado con propósitos especiales. Acero de alta velocidad que combina alto contenido de carbón, molibdeno, vanadio y tungsteno para lograr excelente durabilidad y resistencia; se hace con pulvimetalurgia y no es inoxidable.
CPM S30V steel un acero americano, de alto contenido de carburos y desarrollado con pulvimetalurgia creado para el mercado de cuchillería.
CPM-S60V, (también 440V, o CPMT440V) Moderno “súper” acero americano con excelente durabilidad pero difícil de afilar. Lamentablemente, su bajo nivel de dureza significa que solamente pueda endurecerse hasta 56 RC, haciendo que sus capacidades de durabilidad del filo se vean disminuidas.
CPM-S90V (también 420V), similar al S60V de Crucible pero diseño para ser más durable, con un muy alto volumen de carburos y alto contenido de vanadio. Apreciado por su capacidad de mantener un filo por un tiempo extremadamente largo. S90V puede ser encontrado en una edición limitada del Spyderco Military en 2008. Desde entonces, ha sido usado en varias ediciones limitadas en navajas como Manix 2 y Paramilitary 2. A pesar de que el S90V mantiene el filo mucho mejor que el S30V, ambos aceros son endurecidos entre 59-61 RC.
VG-10,(V金10号) Acero Japonés desarrollado para la industria horticultora por Takefu, a menudo endurecido a cerca de RC60. Se dice que posee una mejor resistencia corrosiva pero ligeramente menos durabilidad del filo que el S30V. Es apreciado por tomar un filo extremadamente fino y por ser sumamente fácil de afilar, manteniendo dicho filo satisfactoriamente. Es utilizado en la mayoría de los cuchillos y navajas de Spyderco manufacturados en Japón.
ZDP-189, “Súper” acero de pulvimetalurgia premium Japonés hecho por Hitachi, endurecido entre RC 62-67, con un muy alto volumen de carburos. Junto con el S90V, se jacta de tener una de las mejores retenciones de filo de cualquier acero en el mercado.

## Colaboraciones
A través de los años, Spyderco ha colaborado con numerosos diseñadores de cuchillos para varios de sus modelos.

### Lista de Colaboradores

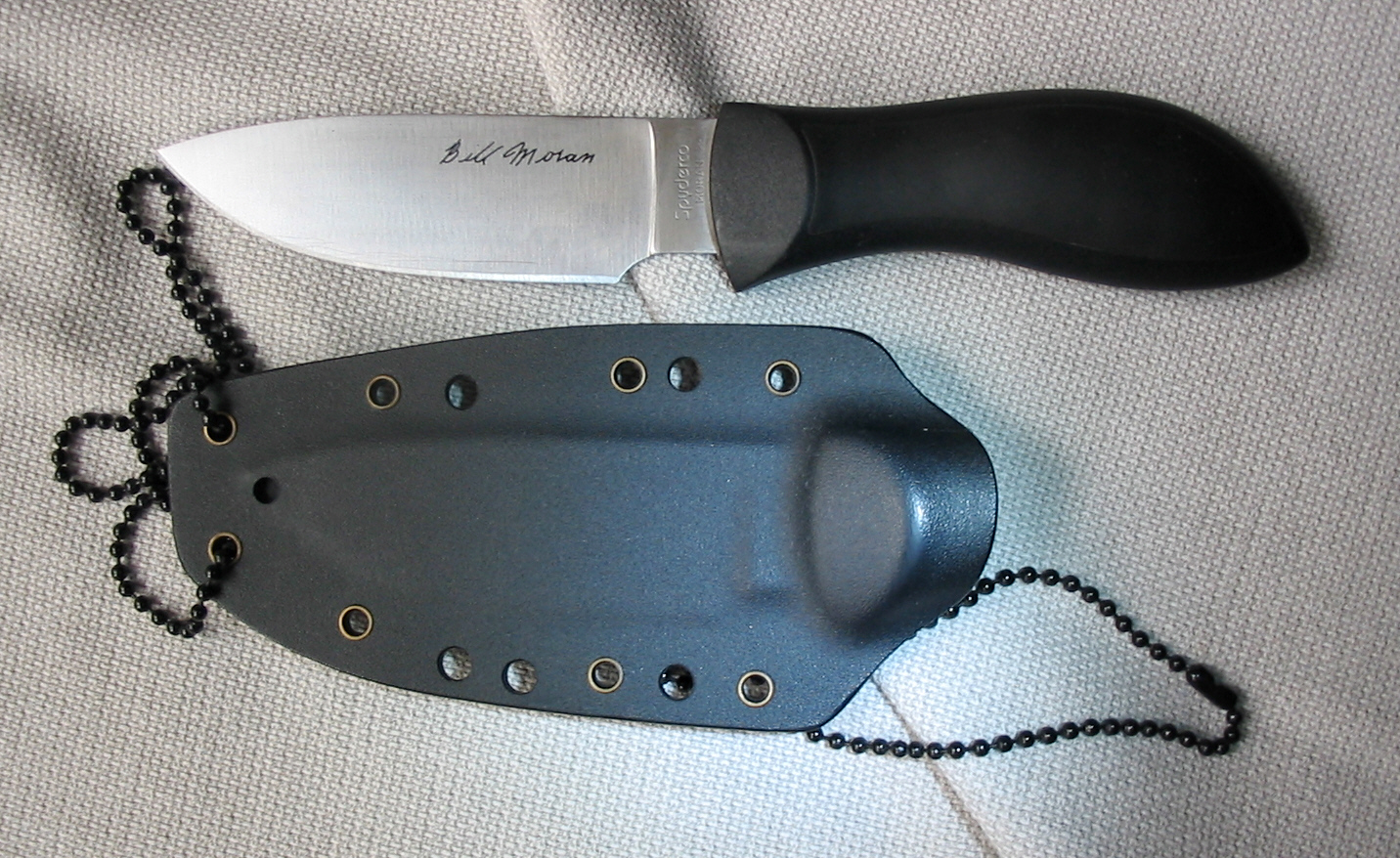
FB02 Spyderco Bill Moran Drop Point

- Jens Anso[20]
- Alexandru Diaconescu
- William F. Moran[21]
- Bob Lum[22]
- Bob Terzuola[23]
- Brad Southard
- Bram Frank
- Butch Vallotton[24]
- Chad Los Banos
- Chris Claycombe
- D'Alton Holder[25]
- Ed Scott[26]
- Ed Schempp[27]
- Eduard Bradichansky[22]
- Ernest Emerson[28]
- Fred Perrin[29]
- Frank Centofante[30]
- Gayle Bradley
- Howard Viele[31]
- James A. Keating[32]
- JD Smith[33]
- Jess Horn[30]
- Jot Singh Khalsa[34]
- Ken Onion
- Laci Szabo[35]
- Marcin Slysz[36]
- Massad Ayoob[37]
- Michael Janich[38]
- Michael Walker[39]
- Mike Snody[38]
- Peter Herbst
- Philippe Perotti
- R.J. Martin
- Ralph Turnbull
- Sacha Thiel
- Szabo Laszlo
- Tim Wegner[34]
- Tim Zowada[40]
- Wayne Goddard[39]
- Warren Thomas[41]

## Sprint Runs
Spyderco continuamente produce modelos de edición limitada, denominados carreras en sprint. Estas carreras limitadas son generalmente versiones de modelos discontinuados, con una cuchilla y mango diferentes, aunque algunos son modelos completamente nuevos, como el Kopa; una "navaja de vestir" con diferentes variantes, cada una con un mango de diferente material, tal como micarta, evrina, y coral de tigre.

## Byrd Brand
Spyderco diseña y produce navajas bajo la firma Byrd. Para estas navajas se utilizan solamente materiales de alta calidad. Estos son manufacturados en China, permitiendo así precios mucho más bajos, al mismo tiempo que se mantiene la calidad Spyderco. Para diferenciar las marcas, las navajas Byrd tienen, sobre la cuchilla, un agujero de apertura en forma de cometa, en lugar del característico agujero redondo encontrado en los modelos de Spyderco.
A la fecha, las navajas Burd han presentado 8Cr13MoV como su cuchilla de acero, excepto por el byrd Catbyrd titanio, que usa acero 9Cr18Mo.
Los primeros modelos Byrd, el Cara Cara, Meadowlark, Flight, Pelican, y Crossbill, inicialmente contaban con mangos de acero inoxidable. Esto probablemente es porque el dueño, Sal Glesser, piensa que "el "básico inoxidable" es la mejor manera de poner a prueba un "patrón de diseño". Función y ergonomía son fácilmente determinados sin la "influencia" del material." Byrds más recientes han presentado aluminio, nylon de fibra vidrio (FRN), y mangos G10.